# Marino (Rússia)
|  | Per a altres significats, vegeu «Marino». |

Marino (en rus: Марино) és un poble de l'óblast de Vólogda, a Rússia, que el 2002 tenia 81 habitants.